# Uda, Argeș
Uda este satul de reședință al comunei cu același nume din județul Argeș, Muntenia, România. În forma sa actuală, satul există din 1968, când satul Blăgești a fost absorbit de satul Ciorâca, împreună formând satul denumit Uda, după comuna a cărei reședință era.